# Franz-Theo Gottwald
Franz-Theo Gottwald (* 21. September 1955 in Wiesbaden) ist ein deutscher Unternehmensberater und Autor von Publikationen in den Bereichen Ethik, nachhaltige Entwicklung, Corporate Responsibility, ökologische Agrar- und Ernährungskultur, Bewusstseins- und Zukunftsforschung.

## Leben
Gottwald studierte Katholische Theologie, Philosophie, Sozialwissenschaften und Indologie. Es folgten Forschungsaufenthalte in Thailand, Indien und auf den Philippinen sowie Lehrtätigkeiten an verschiedenen Universitäten. 1984 begann er in der Unternehmensberatung Schirmer und Partner (Worpswede) als Berater mit den Schwerpunkten Umweltmanagement und systemische Organisationsentwicklung. Unter anderem mit Werkzeugen des Selbst- und Bewusstseinsmanagement betreute er zunächst Kunden aus der Finanzindustrie und der Automobilzuliefererindustrie.
1985 wurde er zur Konzeption der Stiftungsphilosophie in das „Zukunftsprojekt ökologische Konversionen“ des Fleischindustriellen Karl Ludwig Schweisfurth hinzugezogen. Nach anfänglicher Beratung beim Aufbau des Wissenschaftsmanagements der Schweisfurth Stiftung übernahm er dies 1986 als wissenschaftlicher Geschäftsführer. Zwei Jahre später erfolgte seine Berufung zum alleingeschäftsführenden Gründungsvorstand der Schweisfurth Stiftung in München (bis 30. Juni 2020). Seine Projektarbeit umfasste entwicklungspolitische Vorhaben, wie z. B. das Projekt Chamokoko Porterito der Schweisfurth-Stiftung in Paraguay, bei dem von 1987 bis 1989  ein ökologisches Dorf mit selbsttragenden Wirtschaftskreisläufen aufgebaut wurde. Ferner die Einrichtung von Professuren an deutschen Hochschulen. So zum Beispiel jene von Ulrich Steger an der European Business School, von Detlef Fölsch an der Gesamthochschule Kassel und von Wolfgang Schad an der Universität Witten/Herdecke. Schließlich wirkte er bei Leitbildentwicklungen mit, wie z. B. mit dem Bundesverband Naturkost Naturwaren e. V., BNN bei der Erarbeitung des sog. „Kodex“ (der Selbstverpflichtung der Naturkost-Branche).
Mit der Organisation Support Africa International konnte er den Research Award for Sustainable Agriculture von 2000 bis 2008 managen. Mit der Songtsen Library Dehradun werden seit 2003 Umwelt-Bildungsseminare in Nordindien durchgeführt.
Gottwald forscht und lehrt als Honorarprofessor für Bio- und Umweltethik an der Landwirtschaftlich-Gärtnerischen Fakultät der Humboldt-Universität Berlin sowie als Lehrbeauftragter für Politische Ökologie an der Hochschule für Politik München von 1998 bis 2017. Von 2004 bis 2010 war er regelmäßig als Gastprofessor an der Shanghai Academy of Social Sciences in den Themenfeldern „Stakeholder Management and Business Governance“ sowie „Sustainability Value Management“ engagiert.
Seit 2008 leitet er ehrenamtlich die Cocreatio-Stiftung für Kooperationsforschung und kollektive Entwicklung in Berg bei München. Diese Stiftung befasst sich mit den Möglichkeiten des Kooperationsmanagements beim Aufbau von Gemeinschaften und Organisationen, die kulturell kreativ an solidarischen Zukünften arbeiten.
2014 wurde er zum Vorstand der Renate Benthlin-Stiftung für Nutztierschutz ernannt und 2019 erneut bis 2024 berufen.
Gottwald ist im Herausgeber-Beirat der Zeitschrift für Umweltpolitik und Umweltrecht (seit 2003) und Mitglied des Kuratoriums der Selbach-Umweltstiftung, München (seit Gründung 2005). Den kulturellen Grundlagen einer regionalen Ernährungswirtschaft dient seine Arbeit als Gründungsmitglied und Vorsitzender des Vereins Kulinarisches Erbe Bayern e. V., München (seit 2010).
Für die Rechte künftiger Generationen setzt er sich seit 2010 als Beiratsmitglied der Stiftung World Future Council, Hamburg, ein. Seit 2018 leitete er deren Aufsichtsrat. 2017 erfolgte die Berufung ins wissenschaftliche Kuratorium Stiftung des Senats der Wirtschaft, Institut für gemeinwohlorientierte Politik, Bonn / Berlin.
Gottwald war von 2009 bis 2013 stellvertretender Vorsitzender der Verbraucherkommission Bayern beim Bayerischen Staatsministerium für Umwelt und Verbraucherschutz, danach von 2014 bis 2018 deren Vorsitzender; ebendort bringt er sich auch im Expertenrat für Lebensmittelsicherheit ein. Er wirkt mit beim Kompetenzzentrum für Ernährung in Bayern, KErn, z. B. bei der Entwicklung von Zukunftsszenarien für die Ernährungswirtschaft. Auch beim Grünbuchprozess (2016) des Bundesministeriums für Ernährung und Landwirtschaft war er beteiligt.

## Auszeichnungen
- 2015 Goldene Ehrennadel des Deutschen Fleischer-Verbands
- 2018 Bayerische Staatsmedaille für besondere Verdienste um die Umwelt[21]
- 2020 B.A.U.M. Umwelt- und Nachhaltigkeitspreis

## Veröffentlichungen
als Autor
- F.-Th. Gottwald, A. Krätzer: Irrweg Bioökonomie. Kritik an einem totalitären Ansatz. (= Edition unseld. 51). Suhrkamp, Berlin 2014.
- K. P. Sprinkart, F. Th. Gottwald, K. Sailer: Fair Business – Wie Social Entrepreneurs die Zukunft gestalten. Walhalla Metropolitan, Regensburg 2013. (2. Auflage 2014)
- K. P. Sprinkart, F. Th. Gottwald: Fair Finance – Das Kapital der Zukunft. Herbig, München 2013.
- F.-Th. Gottwald: Esst anders! Vom Ende der Skandale. Über inspirierte Bauern, innovative Handwerker und informierte Genießer. (= Agrarkultur im 21. Jahrhundert). Metropolis, Marburg 2011.
- F. Th. Gottwald, A. Steinbach: Nachhaltigkeits-Innovationen in der Ernährungswirtschaft – Von Bio-Pionieren und konventionellen Innovationsführern. Behr’s-Verlag, Hamburg 2009. (2. Auflage 2011)

als Herausgeber
- F-Th. Gottwald, P. C. Mayer-Tasch, L. Sauer (Hrsg.): Zeitenwende? Zur Dialektik von sozialer und ökologischer Gerechtigkeit. metropolis, Marburg 2020.
- L. Westra, J. Gray, F.-Th. Gottwald (Hrsg.): The Role of Integrity in the Governance of the Commons. Springer Publishers, New York. 2017.
- F-Th. Gottwald, Bernd M. Malunat, P. C. Mayer-Tasch (Hrsg.): Die unerschöpfliche Kraft des Einfachen., Springer VS, Wiesbaden 2015.
- F.-Th. Gottwald, I. Boergen (Hrsg.): Essen und Moral. Beiträge zur Ethik der Ernährung. (= Agrarkultur im 21. Jahrhundert). Metropolis, Marburg 2013.
- F.-Th. Gottwald, H. W. Ingensiep, M. Meinhardt (Hrsg.): Food Ethics. Springer Publishers, New York 2010.
- F.-Th. Gottwald, F. Fischler (Hrsg.): Ernährung sichern – weltweit – Ökosoziale Gestaltungsperspektiven. Bericht an die Global Marshall Plan Initiative. Hamburg, Murmann 2007.
- J. Lutzenberger, F.-Th. Gottwald: Wege aus der Ernährungskrise. Campus, 1999.
- F.-Th. Gottwald, Chr. Rätsch (Hrsg.): Schamanische Wissenschaften. Eugen Diederichs, München 1998.